# نيو فيينا (أوهايو)
نيو فيينا (بالإنجليزية: New Vienna, Ohio)‏ هي بلدة تقع في الولايات المتحدة في مقاطعة كلينتون، أوهايو. يقدر عدد سكانها بـ 1,224 نسمة ومساحتها 2.25 كم2 وترتفع عن سطح البحر 342 متر.

## التركيبة السكانية
قام مكتب تعداد الولايات المتحدة بتحديد بيانات التركيبة السكانية لنيو فيينا في تعداد الولايات المتحدة. في ما يلي، التركيبة السكانية حسب تعدادي 2000 و2010.

### تعداد عام 2000
بلغ عدد سكان نيو فيينا 1,294 نسمة بحسب تعداد عام 2000، وبلغ عدد الأسر 497 أسرة وعدد العائلات 330 عائلة مقيمة في القرية. في حين سجلت الكثافة السكانية 1,619.0 نسمة لكل ميل مربع (625.1/كم2). وبلغ عدد الوحدات السكنية 555 وحدة بمتوسط كثافة قدره 694.4 نسمة لكل ميل مربع (268.1/كم2).
وتوزع التركيب العرقي للقرية بنسبة 97.76% من البيض و 1.08% من الأمريكيين الأصليين و 0.08% من الأمريكيين ذوي الأصول الآسيوية و 0.31% من الأمريكيين الأفارقة و 0.46% من عرقين مختلطين أو أكثر.
بلغ عدد الأسر 497 أسرة كانت نسبة 38.6% منها لديها أطفال تحت سن الثامنة عشر تعيش معهم، وبلغت نسبة الأزواج القاطنين مع بعضهم البعض 46.9% من أصل المجموع الكلي للأسر، ونسبة 13.7% من الأسر كان لديها معيلات من الإناث دون وجود شريك، وكانت نسبة 33.6% من غير العائلات. تألفت نسبة 27.8% من أصل جميع الأسر من أفراد ونسبة 10.9% كانوا يعيش معهم شخص وحيد يبلغ من العمر 65 عاماً فما فوق. وبلغ متوسط حجم الأسرة المعيشية 3.16، أما متوسط حجم العائلات فبلغ 2.60.
بلغ العمر الوسطي للسكان 32 عاماً. وكانت نسبة 31.0% من القاطنين تحت سن الثامنة عشر، وكانت نسبة 9.7% بين الثامنة عشر والأربعة وعشرون عاماً، ونسبة 30.4% كانت واقعةً في الفئة العمرية ما بين الخامسة والعشرون حتى والأربعة وأربعون عاماً، ونسبة 19.6% كانت ما بين الخامسة والأربعون حتى الرابعة والستون، ونسبة 9.4% كانت ضمن فئة الخامسة والستون عاماً فما فوق. يوجد لكل 100 أنثى 83.5 ذكر، ويوجد لكل 100 أنثى في الثامنة عشر من عمرها فما فوق 84.1 ذكر.
بلغ متوسط دخل الأسرة في القرية 31,750 دولار، أما متوسط دخل العائلة فبلغ 36,339 دولار. وكان متوسط دخل الذكور 31,471 دولار مقابل 21,042 دولار للإناث. وسجل دخل الفرد الخاص بالقرية 13,966 دولار. وكانت نسبة 9.1% من العائلات ونسبة 10.8% من السكان تحت خط الفقر، وكان من هؤلاء نسبة 13.8% تحت سن الثامنة عشر ونسبة 6.7% في الخامسة والستين من العمر وما فوق.

### تعداد عام 2010
بلغ عدد سكان نيو فيينا 1,224 نسمة بحسب تعداد عام 2010، وبلغ عدد الأسر 478 أسرة وعدد العائلات 322 عائلة مقيمة في القرية. في حين سجلت الكثافة السكانية 1,440.0 نسمة لكل ميل مربع (556.0/كم2). وبلغ عدد الوحدات السكنية 557 وحدة بمتوسط كثافة قدره 655.3 لكل ميل مربع (253.0/كم2).
وتوزع التركيب العرقي للقرية بنسبة 96.7% من البيض و 0.4% من الأمريكيين الأصليين و 0.3% من الأمريكيين ذوي الأصول الآسيوية و 0.8% من الأمريكيين الأفارقة و 1.2% من عرقين مختلطين أو أكثر.
بلغ عدد الأسر 478 أسرة كانت نسبة 35.8% منها لديها أطفال تحت سن الثامنة عشر تعيش معهم، وبلغت نسبة الأزواج القاطنين مع بعضهم البعض 45.4% من أصل المجموع الكلي للأسر، ونسبة 15.7% من الأسر كان لديها معيلات من الإناث دون وجود شريك، بينما كانت نسبة 6.3% من الأسر لديها معيلون من الذكور دون وجود شريكة وكانت نسبة 32.6% من غير العائلات. تألفت نسبة 27.0% من أصل جميع الأسر من أفراد ونسبة 11.3% كانوا يعيش معهم شخص وحيد يبلغ من العمر 65 عاماً فما فوق. وبلغ متوسط حجم الأسرة المعيشية 3.03، أما متوسط حجم العائلات فبلغ 2.56.
بلغ العمر الوسطي للسكان 35.7 عاماً. وكانت نسبة 26.5% من القاطنين تحت سن الثامنة عشر، وكانت نسبة 7.3% بين الثامنة عشر والأربعة وعشرون عاماً، ونسبة 29.2% كانت واقعةً في الفئة العمرية ما بين الخامسة والعشرون حتى والأربعة وأربعون عاماً، ونسبة 26.3% كانت ما بين الخامسة والأربعون حتى الرابعة والستون، ونسبة 10.8% كانت ضمن فئة الخامسة والستون عاماً فما فوق. وتوزع التركيب الجنسي للسكان بنسبة 47.9% ذكور و52.1% إناث.